# آهارون یاریو
آهارون یاریو (انگلیسی: Aharon Yariv؛ ۲۰ دسامبر ۱۹۲۰ – ۷ مهٔ ۱۹۹۴) سیاست‌مدار و سرلشکر نیروی زمینی اسرائیل بود، که در فاصله سال‌های ۱۹۶۴ تا ۱۹۷۲ به‌عنوان رئیس اداره اطلاعات نظامی ارتش اسرائیل (آمان) فعالیت می‌کرد. او از ۱۹۷۳ تا ۱۹۷۴ وزارت حمل و نقل و ایمنی جاده‌های اسرائیل و از ۱۹۷۴ تا ۱۹۷۵ وزیر اطلاعات اسرائیل بود.
یاریو فعالیت نظامی را از سال ۱۹۳۸ در نیروی زمینی بریتانیا آغاز کرد، سپس به هگانا پیوست. وی از ۱۹۵۴ تا ۱۹۵۸ نخستین فرمانده دانشگاه فرماندهی و ستاد اسرائیل بود و از ۱۹۵۸ تا ۱۹۶۰ فرماندهی تیپ ۱ گولانی را برعهده داشت.